# Задонський Олександр Воїнович
Задонський Олександр Воїнович (рос. дореф.  Задонскій Александръ Воиновичъ, 7.07.1834-1912)  — російський імперський генерал-лейтенант. Син генерал-лейтенанта В. Д. Задонського.

## Життєпис
Походив з шляхетської родини Задонських, з материної сторони походив зі славентного слобідського козацького та шляхетського роду Донців-Захаржевських. Народився 7 липня 1834 року в родовому маєтку Великий Бурлук. Отримував освіту вдома. На службу поступив 26 червня 1853 року з пажів, корнетом до лейб-гвардії Кірасирського полку. В стає 1854 році поручником. 
13 червня 1854 року його прикомандировано до Кавалергардського полку. А 3 жовтня 1855 року вже переведено до Кавалергардського полку корнетом. В 1856 році стає поручником, а в 1859 році штабс-ротмістром, в 1861 році вже ротмістр. 
19 березня 1861 року відправлено до  Харківської губернії мировим посередником, 13 листопада його було переведено до Вовчанського повіту. 
28 червня 1862 року призначено помічником полкового ремонтера, 31 грудня призначено полковим ремонтером. У 1865 році стає полковником. 24 січня 1872року його переведено до інтендантського управління, чиновником з особливих доручень, із зарахуванням по армійської кавалерії. 
З 1874 року призначено начальником Віленського жандармського управління на залізниці, в тому ж році його переведено до Орла на таку ж посаду. В 1884 році призначено начальником Варшавського губернського жандармського управління, та надано чин генерал-майора. В 1885 році переведено до Курська. В 1894 році його відраховано з посади, а 3 січня 1895 року надано чин генерал-лейтенанта, та звільнено у відставку з мундиром та пенсією.

## Родина
Батьками Олександра Воїновича були генерал-лейтенант Задонський Воїн Дмитрович (1785-1856)  та Єлизавета Андріївна (до шлюбу Донець-Захаржевська, 1807-19.12.1882). Окрім Олександра у родини були ще діти: Андрій (1830-1870), Воїн (1835-?), Володимир (пом. 1882), Іван (1841-?), також була донька Воїна Дмитровича від першого шлюбу, Софія (22.06.1824 - 1.8.1834). 
Першим шлюбом О.В. Задонський був одружений (1858) з дочкою князя Івана Олександровича Хілкова, княжною Прасковою Іванівною. Родина мала дітей: 
- Іван-Воїн (9.07.1859),
- Марія (10.06.1860),
- Єлизавета (27.06.1861),
- Сергій (28.01.1863),
- Іван (1.03.1865),
- Олександр (3.02.1867),
- Андрій (8.01.1869),
- Іполит (29.08.1871),
- Софія (3.02.1874).

Другий шлюб був з дочкою генерала Борщова, Марією Андріанівною, в цьому шлюбі подружжя мало доньку Праскову (9.05.1888).